# Hemirhamphodon
Hemirhamphodon é um gênero de peixe-agulha encontrado em rios turfentos em florestas de planicíe no sudeste asiático.
Seis espécies são conhecidas, todas relativamente pequenas. A maioria chega perto de 10 cm de comprimento. Esses peixes são ovovivíparos e não possuem nenhum outro valor comercial além da aquariofilia.